# موزديف.أورج
موزديف.أورج mozdev.org هو موقع ويب يقدم استضافة مجانية للمشاريع وأدوات تطوير البرمجيات لمجتمع موزيلا. العديد من امتدادات فيرفكس مُستضافة على الموقع، لكن من الممكن وجود امتدادات لثندربرد أو سي مونكي أو أي تطبيقات أخرى مبنية على موزيلا. يمكن إقامة مشروع على الموقع مجاناً، لكن جميع التطورات يجب أن تكون باستخدام رخصة مقبولة من مبادرة مفتوح المصدر OSI. هناك أكثر من 250 مشروع تحت التطوير الفعال على موزديف.

## وصلات خارجية
- موزديف.أورج
- مشاريع موزديف.أورج
- مشاريع موزيلا